# Paralysippe annectens
Paralysippe annectens är en ringmaskart som först beskrevs av Moore 1923.  Paralysippe annectens ingår i släktet Paralysippe och familjen Ampharetidae.
Artens utbredningsområde är Mexikanska golfen. Inga underarter finns listade i Catalogue of Life.